# 8550 Гесіод
8550 Гесіод (8550 Hesiodos) — астероїд головного поясу, відкритий 12 серпня 1994 року.
Тіссеранів параметр щодо Юпітера — 2,998.
Названо на честь давньогрецького поета Гесіода